# Sodnompiljee Enjbayar
Sodnompiljee Enjbayar (24 de agosto de 1985) es un deportista mongol que compite en levantamiento de potencia adaptado. Ganó tres medallas en los Juegos Paralímpicos de Verano entre los años 2016 y 2024.

## Palmarés internacional
| Juegos Paralímpicos | Juegos Paralímpicos     | Juegos Paralímpicos | Juegos Paralímpicos |
| Año                 | Lugar                   | Medalla             | Categoría           |
| ------------------- | ----------------------- | ------------------- | ------------------- |
| 2016                | Río de Janeiro (Brasil) | Medalla de bronce   | –88 kg              |
| 2020                | Tokio (Japón)           | Medalla de oro      | –107 kg             |
| 2024                | París (Francia)         | Medalla de plata    | –107 kg             |